# هیلسهایم
شهر هیلسهایمدر ایالت راینلند-فالتز در کشور آلمان واقع شده‌است.